# Рубин
Вижте пояснителната страница за други значения на Рубин.
Рубинът е розов до розовочервен скъпоценен камък, разновидност на минерала корунд (алуминиев оксид), чието оцветяване се дължи преди всичко на примеси от хром. Името му произлиза от ruber или rubrum – латинската дума за „червен“.
В древна Русия рубините са наричани яхонти. Цветовете на рубините варират от дълбоко розово до наситено червено с виолетов оттенък. Най-висока стойност имат рубини с цвят, наречен „гълъбова кръв“ – червен с леко виолетов оттенък.
Първите сведения за тези прекрасни камъни са от 4 век пр.н.е. и се срещат в индийските и бирманските летописи. В Римската империя рубинът бил на особена почит и се ценял повече от диамантите. Колекциите с рубини на кардинал Ришельо и Мария Медичи са били известни из цяла Европа.
Най-известните рубини са „Северната звезда“, намиращ се в Музея по естествена история в Ню Йорк, както и „Рубинът на Едуард“, съхраняван в Британския музей по естествена история в Лондон.
Според древните поверия рубинът е камък на живота. Считало се, че защитава от чума и от дявола. За основно мистично свойство на рубина се смятала способността му да поражда влечение към великото. Под влиянието на рубина се запазва духовната енергия и чувството за сигурност и самочувствието, като според астролозите това отнася с особена сила за зодии като Лъв, Овен и Козирог.